# Typographische Gesellschaft Bern
Die Typographische Gesellschaft Bern war ein von 1758 bis 1798 tätiges Schweizer Verlags- und Buchhandelsunternehmen.

## Geschichte
Im Jahr 1758 gründeten Vinzenz Bernhard Tscharner und Fortunato Bartolomeo De Felice in Bern unter dem Namen Tscharners Bücherladen ein Verlags- und Buchhandelsunternehmen, das sie ab 1762 Typographische Gesellschaft Bern nannten. Tscharner war bis 1778 einer der Direktoren. Von 1764 bis 1775 druckten Albert Emanuel Haller und Daniel Brunner deren Verlagswerke, dann bezog die Gesellschaft ihre eigene Druckerei. Sie verlegte 156 Titel, die meisten davon auf Deutsch und Französisch. Von 1762 bis 1782 verkaufte sie ihre Bücher auf den Messen Deutschlands. Sie organisierte zusammen mit dem Buchhändler Pierre Gosse in Den Haag den Verkauf der gesamten Auflage (ca. 3000 Exemplare) der von Fortunato Bartolomeo De Felice herausgegebenen und zwischen 1770 und 1780 gedruckten Encyclopédie d’Yverdon, einer eigenständigen Neufassung der Pariser Enzyklopädie aus protestantischer Sicht.
Nach dem Tod Tscharners 1778 wurde die Gesellschaft in die Typographische Gesellschaft und die Neue Typographische Gesellschaft aufgeteilt. Erstere war weniger wichtig, gab aber unter anderem Les Mémoires et observations de la Société œconomique de Berne heraus. Zweitere bildete von 1778 bis 1782 mit der Société typographique de Neuchâtel und der Société typographique de Lausanne eine sogenannte Konföderation, indem sie gemeinsam hauptsächlich Nachdrucke herstellten. Mit der Société typographique de Lausanne edierte sie zudem von 1778 bis 1781 einen Nachdruck der Pariser Enzyklopädie im Oktavformat.
Die beiden Berner Gesellschaften wurden 1793 unter der Leitung von Johann Georg Heinzmann wieder zusammengelegt. Zur Stärkung ihrer Präsenz an den Büchermessen zog die Typographische Gesellschaft Bern 1795 die Eröffnung einer Filiale in Leipzig in Erwägung. 1798 stellte sie ihre Tätigkeit ein.